# András Rajna
András Rajna (Budapeste, 3 de setembro de 1960) é um ex-canoísta húngaro especialista em provas de velocidade.

## Carreira
Foi vencedor da medalha de prata em K-4 1000 m com os seus colegas de equipa Gábor Horváth, Ferenc Csipes e Attila Adrovicz em Atlanta 1996.